# 桃园县 (江苏)
桃园县，中国古县名。
元至元十四年（1277年）分宿迁县置，治所在今江苏省泗阳县西南废黄河南岸旧泗阳（城厢）。属淮安路。明洪武初年，又改名桃源县。